# Pseudovirgaria
Pseudovirgaria är ett släkte av svampar. Pseudovirgaria ingår i ordningen Capnodiales, klassen Dothideomycetes, divisionen sporsäcksvampar och riket svampar.
|                | Antennulariellaceae                              |
|                |                                                  |
|                | Asterinaceae                                     |
|                |                                                  |
|                | Capnodiaceae                                     |
|                |                                                  |
|                | Davidiellaceae                                   |
|                |                                                  |
|                | Euantennariaceae                                 |
|                |                                                  |
|                | Metacapnodiaceae                                 |
|                |                                                  |
|                | Micropeltidaceae                                 |
|                |                                                  |
|                | Mycosphaerellaceae                               |
|                |                                                  |
|                | Piedraiaceae                                     |
|                |                                                  |
|                | Schizothyriaceae                                 |
|                |                                                  |
|                | Teratosphaeriaceae                               |
|                |                                                  |
|                | Scirrhia                                         |
|                |                                                  |
|                | Baudoinia                                        |
|                |                                                  |
|                | Friedmanniomyces                                 |
|                |                                                  |
|                | Phaeotheca                                       |
|                |                                                  |
|                | Hyphospora                                       |
|                |                                                  |
|                | Micropustulomyces                                |
|                |                                                  |
|                | Cystocoleus                                      |
|                |                                                  |
|                | Heptaster                                        |
|                |                                                  |
|                | Limaciniopsis                                    |
|                |                                                  |
|                | Capnobotryella                                   |
|                |                                                  |
|                | Capnocheirides                                   |
|                |                                                  |
|                | Pseudotaeniolina                                 |
|                |                                                  |
|                | Xenomeris                                        |
|                |                                                  |
|                | Monographos                                      |
|                |                                                  |
|                | Comminutispora                                   |
|                |                                                  |
|                | Toxicocladosporium                               |
|                |                                                  |
|                | Rachicladosporium                                |
|                |                                                  |
|                | Verrucocladosporium                              |
|                |                                                  |
| Pseudovirgaria | \| \| Pseudovirgaria hyperparasitica \| \| \| \| |
|                | \| \| Pseudovirgaria hyperparasitica \| \| \| \| |
|                | Recurvomyces                                     |
|                |                                                  |
|                | Elasticomyces                                    |
|                |                                                  |
|                | Sporidesmajora                                   |
|                |                                                  |
|                | Hispidoconidioma                                 |
|                |                                                  |
|                | Pseudovirgaria hyperparasitica                   |
|                |                                                  |

|  | Pseudovirgaria hyperparasitica |
|  |                                |